# Dirty Desire
Dirty Desire est une chanson d'Utada parue en 2009 sur l'album This Is the One ; une série de remixes, Dirty Desire - The Remixes, sort en "single digital" en fin d'année.

## Chanson originale
La chanson originale est écrite (en anglais), composée et interprétée par Hikaru Utada, sous son seul nom "Utada" qu'elle utilise pour ses sorties sur le label américain Island Def Jam (elle sort en parallèle des disques au Japon sous son nom complet pour un autre label). Elle est coécrite et coproduite par Christopher "Tricky" Stewart. Elle parait sur le second album d'Utada (sous ce nom), This Is the One, qui sort le 14 mars 2009. La critique de l'album sur le site de The Japan Times souligne certaines paroles sexuellement explicites de la chanson.

## Single digital
Singles de Utada
Sanctuary (...)
(2009)
Singles par Hikaru Utada
Hymne à l'amour ~Ai no Anthem~
(2010)
Dirty Desire - The Remixes est un single d'Utada sorti au format digital en téléchargement le 21 décembre 2009 aux États-Unis sur le label américain Island Def Jam, ainsi qu'au Japon. C'est une série de neuf versions remixées de la chanson Dirty Desire. Le single sert à promouvoir la tournée internationale de l'artiste, Utada : In The Flesh 2010, qui se déroulera en janvier 2010. Aucun clip vidéo ni version physique du single ne sont produits. Le premier des remix ("Mike Rizzo Radio Edit") figurera sur la compilation Utada the Best qui sort un an plus tard ; le même DJ met à disposition sur son site un autre remix non officiel du titre. 
| 1. | Dirty Desire (Mike Rizzo Radio Edit)     | 3:34 |
| 2. | Dirty Desire (Digital Dog Radio Edit)    | 2:35 |
| 3. | Dirty Desire (Razor N' Guido Radio Edit) | 3:49 |
| 4. | Dirty Desire (Mike Rizzo Club Mix)       | 7:05 |
| 5. | Dirty Desire (Digital Dog Club Mix)      | 6:02 |
| 6. | Dirty Desire (Razor N' Guido Club Mix)   | 8:20 |
| 7. | Dirty Desire (Mike Rizzo Dub Mix)        | 6:41 |
| 8. | Dirty Desire (Digital Dog Dub Mix)       | 6:20 |
| 9. | Dirty Desire (Razor N' Guido Dub Mix)    | 6:20 |

Remix non officiel
- Dirty Desire (Mike Rizzo Funk Generation Club Mix) (7:02)